# R.530 (ミサイル)
R.530は、フランスのマトラ社製の短射程空対空ミサイル。

## 概要
1957年より開発が開始され、フランス空軍のミラージュIIIおよびミラージュF1、フランス海軍のF-8E(FN)の短射程空対空ミサイルとして使用された。ただし、当時としてはヨーロッパ初の中射程ミサイルであったとされている。
短射程空対空ミサイルではあるが、セミアクティブ・レーダー・ホーミング（SARH）と赤外線ホーミング（IRH）の2種類の誘導方式で生産され、双方を組み合わせて使用された。
フランス製戦闘機の売り込みと合わせて各国に売り込まれ、4,000発以上が生産された。パキスタン、イスラエル、イラクにより実戦で使用され、成果を上げている。
1970年代末まで使用され、発展型として開発されたシュペル530によって更新された。

## 運用国
- アルゼンチン
- オーストラリア
- ブラジル
- コロンビア
- フランス
- エジプト
- イラク
- イスラエル
- ヨルダン
- レバノン
- モロッコ[1] - 退役済み[2]。
- パキスタン
- 南アフリカ共和国[3] - 退役済み[4]。
- スペイン
- ベネズエラ